# Alex BBS
ALEX BBS – rozbudowany system Bulletin Board System (BBS) działający niekomercyjnie latach 1990–1996 we Wrocławiu. Jednocześnie pełnił funkcję węzła sieci Fidonet o adresie 2:482/16, do którego było podłączonych kilkanaście punktów, w tym inne BBSy. Posiadał kilkuset aktywnych użytkowników. Funkcje operatorów systemu pełnili Alex Sell i Izabela Włudyka.
System pracował na licencjonowanym oprogramowaniu FrontDoor, Remote Access i Gecho. Początkowo opierał się na urządzeniu modemowym o prędkości 2400 bps, następnie o profesjonalne urządzenie ZyXel o prędkości 16800 bps.
ALEX BBS pełnił trzy zasadnicze funkcje:
1. Dystrybucja i trasowanie poczty elektronicznej Fidonet, a także dostęp do niej dla osób indywidualnych przez system QWK jak i przez sam BBS.
2. Dostęp do dużej (jak na tamte czasy) bazy różnorodnego oprogramowania shareware (700 MB), dodatkowo dostępne były gry online.
3. Organizacja spotkań społeczności związanej z siecią Fidonet we Wrocławiu. Spotkania te zostały nazwane „Modem Party” i odbywały się średnio raz w miesiącu.

Interfejs systemu oferował zaawansowaną semigrafikę ANSI z innowacyjnym rozwijanym menu.
BBS ten został zamknięty z powodu wypierania tego typu systemów przez dynamiczny rozwój sieci Internet.